# Sophie Simnett
Pour les articles homonymes, voir Simnett.
Sophie Simnett est une actrice britannique née le 5 décembre 1997 à Chiswick au Royaume-Uni.
Elle se fait connaître pour son rôle de Skye Hart dans la série télévisée musicale The Lodge et de Samira Dean dans le teen drama Daybreak.

## Biographie

### Jeunesse
Sophie Simnett est née dans le quartier de Chiswick à Londres au Royaume-Uni. Elle a suivi un cursus d'art dramatique à la Putney High School (en) et a participé à plusieurs cours dramatiques et de réalisation,. Elle a refusé les universités de Bristol, Surrey, Warwick et la Royal Holloway pour se concentrer sur de meilleurs projets.

### Carrière
Elle commence sa carrière à l'âge de 6 ans avec des apparitions dans quelques séries. En 2015, elle apparaît durant un épisode dans la série Dickensian se déroulant dans l'univers de fiction de Charles Dickens. L'année suivante, elle joue la version plus jeune de Kate dans la série Quelques mots d'amour (ca). Elle est aperçue dans la série policière The Five basé sur les livres de Harlan Coben. 
Elle est révélée dans la série The Lodge diffusée sur Disney Channel en 2016. Elle décroche le rôle de principal de Skye Hart après 13 auditions,. Le 23 septembre 2016, la chaîne diffuse la première épisode de la série puis en décembre 2016, la série est renouvelée pour une deuxième saison. En signant une production musicale, Sophie enregistre et participe aux bandes originales de la série. Elle chante les chansons Favourite Place To Be, If You Only Knew, Tell It Like It Is. Elle a également joué le rôle de consultante scénariste pour la série. 
Elle apparaît dans la série Les Enquêtes de Morse durant 2 épisodes. En 2017, elle joue le rôle de Sofia Bonnar dans la série Ransom. Elle apparaît dans la comédie de Noël Surviving Christmas with the Relatives dans le rôle de Bee en 2018,. 
En 2019, elle décroche le rôle de Samaira Dean dans la série teen drama Daybreak de Netflix,. Elle est également attendue dans le rôle de Red dans le film Twist (en).

### Vie privée
Elle commence a fréquenter son co-star de The Lodge, Luke Newton en 2016. Ils se séparent deux ans après en 2018.

## Filmographie

### Film
- 2016 :  Quelques mots d'amour (ca) de Niall Johnson : Kate jeune
- 2018 : Surviving Christmas with the Relatives de James Dearden : Bee
- 2020 : Twist (en) de Martin Owen : Red

### Court-métrage
- 2014 : Footsteps of Angels : Amber

### Télévision
- 2015 : Dickensian :  la nièce de Dedlock (saison 1, épisode 4)
- 2016 : The Five : Scarlette / Une étudiante blonde (3 épisodes)
- 2017 : Les Enquêtes de Morse : Pippa Leyton (2 épisodes)
- 2017 : Ransom : Sofia Bonnar (saison 1, épisode 10)
- 2016 - 2017 : The Lodge : Skye Hart (principale)
- 2018 : Poldark : Andromeda Page (saison 4, épisode 7)
- 2019 : Daybreak : Samaira "Sam" Dean (principale)

## Discographie

### The Lodge(2016)
- Favorite Place To Be
- If You Only Knew avec Luke Newton
- Tell It Like It Is avec Thomas Doherty

## Doublage francophone
En France
- Audrey Devos
  - The Lodge
- Laure Filiu
  - Daybreak